# Sály, Borsod-Abaúj-Zemplén
Sály este un sat în districtul Mezőkövesd, județul Borsod-Abaúj-Zemplén, Ungaria, având o populație de 1.937 de locuitori (2011). 

## Demografie
Componența etnică a satului Sály
     Maghiari (74,21%)
     Romi (24,67%)
     Necunoscut (0,26%)
     Alții (0,86%)
Componența confesională a satului Sály
     Romano-catolici (60,56%)
     Reformați (21,32%)
     Fără religie (2,07%)
     Necunoscută (15,49%)
     Alte religii (0,83%)
Conform recensământului din 2011, satul Sály avea 1.937 de locuitori. Din punct de vedere etnic, majoritatea locuitorilor (74,21%) erau maghiari, cu o minoritate de romi (24,67%). Apartenența etnică nu este cunoscută în cazul a 0,26% din locuitori.  Din punct de vedere confesional, majoritatea locuitorilor (60,56%) erau romano-catolici, existând și minorități de reformați (21,32%) și persoane fără religie (2,07%). Pentru 15,49% din locuitori nu este cunoscută apartenența confesională.